# Élections législatives irakiennes de janvier 2005
 (juin 2021).
Si vous disposez d'ouvrages ou d'articles de référence ou si vous connaissez des sites web de qualité traitant du thème abordé ici, merci de compléter l'article en donnant les références utiles à sa vérifiabilité et en les liant à la section « Notes et références ».
Les élections du 30 janvier 2005 ont eu pour objectif d'élire les 275 membres de l'Assemblée nationale irakienne, comme le prévoit la constitution provisoire ratifiée sous l'occupation américaine. Cette assemblée a trois tâches : 
- écrire la constitution définitive de l'Irak ;
- nommer l'exécutif irakien (Président, Premier ministre, gouvernement) et les contrôler ;
- voter les lois proposées par cet exécutif.

Selon la constitution provisoire, le projet de constitution adoptée par cette assemblée sera soumis à référendum en octobre 2005. Si les irakiens la rejettent, une nouvelle assemblée constituante devra être élue en novembre.
Malgré les attentats des groupes extrémistes sunnites, en particulier du groupe d'Abou Moussad Al Zarqaoui, la participation, 59, a été plus forte que prévu. Cependant cela cache de nombreuses disparités ethniques et régionales, les chiites et les kurdes s'étant massivement déplacés aux urnes, tandis que les sunnites les ont boycottées. Ainsi, le taux de participation dans la province rebelle et sunnite d'Al-Anbâr est évalué à 2 %. Également, les principaux partis sunnites, ainsi que le comité des oulémas sunnites, ont appelé au boycott des élections.
La commission électorale a rendu les résultats provisoires le 13 février 2005, résultats susceptibles d'appel pour fraude électorale :
| Alliance électorale                                               | Votes          | Votes  | Sièges | Leaders                                                      |
| ----------------------------------------------------------------- | -------------- | ------ | ------ | ------------------------------------------------------------ |
| Alliance électorale                                               | Nombre de voix | %      | Sièges | Leaders                                                      |
| Alliance irakienne unifiée                                        | 4 075 292      | 48,19  | 140    | Abdul Aziz al-Hakim, Ibrahim al-Jaafari, Hussein Chahristani |
| Alliance démocratique et patriotique du Kurdistan                 | 2 175 551      | 25,73  | 75     | Jalal Talabani, Massoud Barzani                              |
| Liste irakienne                                                   | 1 168 943      | 13,82  | 40     | Iyad Allaoui                                                 |
| Les Irakiens                                                      | 150 680        | 1,78   | 5      | Ghazi al-Yaouar                                              |
| Front turkmène irakien                                            | 93 480         | 1,11   | 3      | Farok Abdullah Abdurrahman                                   |
| Cadres et élites nationales indépendantes                         | 69 938         | 0,83   | 3      | Fatah al-Sheikh                                              |
| Union du Peuple                                                   | 69 920         | 0,83   | 2      | Hamid Majid Mousa                                            |
| Groupe islamique du Kurdistan                                     | 60 592         | 0,72   | 2      | Ali Abd-al Aziz                                              |
| Organisation de l'action islamique en Irak - Commandement central | 43 205         | 0,51   | 2      |                                                              |
| Alliance Nationale Démocratique                                   | 36 795         | 0,44   | 1      |                                                              |
| Liste Nationale                                                   | 36 255         | 0,43   | 1      | Yonadem Kana                                                 |
| Bloc Réconciliation et Libération                                 | 30 796         | 0,36   | 1      | Mishaan Jibouri                                              |
| Assemblée irakienne de l'Unité nationale                          | 23 686         | 0,28   | 0      | Dr. Nehro Mohammed                                           |
| Assemblée des Indépendants Démocrates                             | 23 302         | 0,28   | 0      | Adnan Pachachi                                               |
| Parti islamique irakien                                           | 21 342         | 0,25   | 0      | Mohsen Abdel-Hamid                                           |
| Mouvement du Dawa Islamique                                       | 19 373         | 0,23   | 0      | Adil Abd Al-Raheem                                           |
| Rassemblement national irakien                                    | 18 862         | 0,22   | 0      | Hussein al-Jibouri                                           |
| Assemblée républicaine irakienne                                  | 15 452         | 0,18   | 0      | Sa'ad Al-Janabi                                              |
| Monarchie Constitutionnelle - Al-Sharif Ali bin Al-Hussein        | 13 740         | 0,16   | 0      | Sharif Ali bin Al-Hussein                                    |
| Autres                                                            | 309 062        | 3,65   | 0      |                                                              |
| Total votes valides                                               | 8 456 266      | 100,00 | 275    |                                                              |
| Votes invalides                                                   | 94 305         | —      |        |                                                              |
| Total votes cast                                                  | 8 550 871      | —      |        |                                                              |
|                                                                   |                |        |        |                                                              |

La campagne pour les élections a débuté le 15 décembre 2004 et les sièges sont attribués à la représentation proportionnelle.